# Xperience na Praia
Xperience na Praia é um álbum ao vivo da banda brasileira Aviões do Forró, lançado em novembro de 2017 pela gravadora brasileira Som Livre e com produção musical de DJ Ivis e Xand Avião. É o trabalho final do grupo.

## Antecedentes
Após a saída de Solange Almeida, Xand Avião, juntamente com o produtor DJ Ivis, reformulou o Aviões do Forró. A banda lançou o álbum Voando Alto, cuja estrutura foi totalmente pensada para apenas um vocalista. Na época, Xand disse que "esse CD é minha Monalisa. Perguntam se eu senti falta da Sol, mas a verdade é que o projeto foi pensado apenas para uma voz masculina. Ela faz falta, mas eu estava preparado para seguir só. Se alguma mulher for cantar na banda de novo, será Solange".

## Gravação
Em 2017, o Aviões do Forró completou 15 anos de carreira. Com isso, o objetivo era fazer um registro diferente. A banda escolheu Brasília para sediar a gravação.
O álbum foi gravado em 22 de julho de 2017, no complexo do Na Praia, na Orla do Lago Paranoá, com as participações de Kell Smith e Thiaguinho. Sobre a escolha da cidade, Xand disse em entrevista ao G1 que "amo o Nordeste, é a minha região, mas queria mudar um pouco. Quis começar pela capital do país. E também escolhi Brasília porque a cidade tem o formato de avião. Quem comprar o nosso DXD vai entender o motivo. Tem um significado". O repertório reuniu músicas de Voando Alto, inéditas como "Faz o X" e músicas que até então só tinham sido gravadas em Aviões Fantasy (2016).

## Lançamento
Xperience na Praia foi lançado em novembro de 2017 pela gravadora brasileira Som Livre em CD, DVD e em formato digital. A regravação de "Inquilina" alcançou mais de 300 milhões de visualizações no YouTube, e se tornou um dos maiores sucessos da banda.
A partir de 2019, Xand Avião seguiu como um artista solo, o que fez mais tarde Xperience na Praia ser creditado como álbum solo de Xand Avião.

## Faixas
A seguir lista-se as faixas, compositores e durações de cada canção de Xperience na Praia:
| N.º            | Título                                                                         | Compositor(es)                                                            | Duração |  |
| 1.             | "Abertura"                                                                     | DJ Ivis                                                                   | 1:20    |  |
| 2.             | "Tira da Tomada" (part. Make U Sweat)                                          | Ivo Mozart Lucas Santos Victor Reis                                       | 2:21    |  |
| 3.             | "Faz o X"                                                                      | Rafinha RSQ                                                               | 2:46    |  |
| 4.             | "De Mãos Atadas"                                                               | Ceu Maia Zélia Santti                                                     | 3:26    |  |
| 5.             | "Uber"                                                                         | DJ Ivis Romim Mahta                                                       | 2:43    |  |
| 6.             | "Naquele Mesmo Bar"                                                            | Artur Bacana Vitim Sanfoneiro                                             | 3:39    |  |
| 7.             | "Então Vai"                                                                    | Caio Sanfoneiro Felipe Amorim Kaleb Junior                                | 2:55    |  |
| 8.             | "Loucaça"                                                                      | MC Menor                                                                  | 3:12    |  |
| 9.             | "Reza Aí"                                                                      | Thallys Pacheco                                                           | 2:37    |  |
| 10.            | "Inquilina"                                                                    | Guedes Neto João Ribeiro DJ Ivis Xand Avião                               | 4:05    |  |
| 11.            | "A Lista"                                                                      | Menudo Robson Lima                                                        | 2:47    |  |
| 12.            | "Saudade Amarga"                                                               | Maia Ellen Nery Lelis Braga                                               | 3:42    |  |
| 13.            | "Cupido"                                                                       | DJ Ivis Big Big Jack Pallas Junior Samyr Coelho Val Lima Valter Danadão   | 3:37    |  |
| 14.            | "Fecha a Conta"                                                                | DJ Ivis Xand Avião                                                        | 3:22    |  |
| 15.            | "Vou Te Amar de Novo"                                                          | Diogo Melim Filipe Escandurras Gabriel Cantini Rodrigo Melim              | 3:10    |  |
| 16.            | "Liguei o Rádio"                                                               | Sanfoneiro Amorim Junior Lucas Macenna                                    | 3:03    |  |
| 17.            | "Faz as Pazes Comigo"                                                          | Diego Lacer Elcio di Carvalho Juliano Tchula Junior Pepato Natanael Silva | 2:43    |  |
| 18.            | "CD Arranhado"                                                                 | Sanfoneiro Amorim Junior Macenna Ricardus Junior                          | 2:56    |  |
| 19.            | "Na Falta de Você"                                                             | Hiago Nobre Junior Gomes Renno Chrystian Lima                             | 3:24    |  |
| 20.            | "Era uma Vez" (part. Kell Smith)                                               | Kell Smith                                                                | 3:39    |  |
| 21.            | "Pot-pourri: Fiquei Sabendo / Tô Sozinho / Mulher Doideira" (part. Thiaguinho) | Caninana Dorgival Dantas Helio Rodrigues Zélia Santti                     | 5:59    |  |
| Duração total: | Duração total:                                                                 | Duração total:                                                            | 45:06   |  |